# Chilarchaea quellon
Genre
Espèce
Chilarchaea quellon, unique représentant du genre Chilarchaea, est une espèce d'araignées aranéomorphes de la famille des Mecysmaucheniidae.

## Distribution
Cette espèce se rencontre au Chili dans la région des Lacs dans les provinces de Chiloé et de Llanquihue et en Argentine dans la province de Río Negro dans le parc national Nahuel Huapi,.

## Description
Chilarchaea quellon mesure moins de 2 mm et compte six yeux.

## Étymologie
Son nom d'espèce lui a été donné en référence au lieu de sa découverte, Quellón.

## Publication originale
- Forster & Platnick, 1984 : A review of the archaeid spiders and their relatives, with notes on the limits of the superfamily Palpimanoidea (Arachnida, Araneae).  Bulletin of the American Museum of Natural History, no 178, p. 1-106 (texte intégral).